# Príncipe Miwa
El Príncipe Miwa (神王 Miwa-ō?,  737 ó 743 - 15 de mayo de 806) fue príncipe y estadista japonés que vivió a finales de la era Nara y comienzos de la era Heian. Fue hijo del Príncipe Enoi y nieto del Príncipe Imperial Shiki (séptimo hijo del Emperador Tenji). También fue conocido como Yoshino Daijin (吉野大臣?).
En 767 entró a la corte imperial con el rango jugoi inferior y en 770 ascendió al rango jushii inferior luego del ascenso del Emperador Kōnin. En 771 fue asignado jefe del flanco izquierdo del ōtoneri-ryō (unidad dentro del nakatsukasa-shō). En 774 fue nombrado como gobernador de la provincia de Mimasaka y en 776 el de Shimousa. Hacia el 777 fue nombrado ministro de finanzas (ōkura-shō).
En 780 es ascendido al rango de shōshii inferior y nombrado como sangi (consejero), por lo que el príncipe se convirtió en kugyō (cortesano de alta categoría). Nuevamente en 784 es nombrado ōkura-shō. En 780 ascendió al rango shōshii superior.
Ascendió al rango jusanmi en 793, fue nombrado chūnagon en 794 y ascendido a dainagon en 796. Hacia 797, junto con Tachibana no Irii, realizaron una enmienda del Código Santei (刪定令格 Santei-risturyō?), compilado originalmente por Kibi no Makibi, entre otros; aumentando el código de 24 a 45 artículos. 
En 798 fue ascendido al rango junii y nombrado udaijin, cargos que mantendría hasta su muerte. Fue ascendido póstumamente al rango shōnii.
Tuvo como hija a la Princesa Kyoniwa, saigū del Santuario de Ise.